# Золотой орёл (кинопремия, 2013)
11-я церемония вручения наград премии «Золотой орёл» за заслуги в области российского кинематографа и телевидения за 2012 год прошла 25 января 2013 года в первом павильоне киноконцерна «Мосфильм». Номинанты были объявлены 28 декабря 2012 года.

## Список лауреатов и номинантов
• Победители выделены отдельным цветом. 
| Категории | Лауреаты и номинанты |
| --- | --- |
| Лучший игровой фильм Награды вручал Вадим Юсов                                                                    | • Белый тигр (продюсеры: Карен Шахназаров и Галина Шадур; режиссёр: Карен Шахназаров)                                                                           |
| Лучший игровой фильм Награды вручал Вадим Юсов                                                                    | • Высоцкий. Спасибо, что живой (продюсеры: Анатолий Максимов, Константин Эрнст, Никита Высоцкий, Михаэль Шлихт, Николай Попов и Пол Хет; режиссёр: Пётр Буслов) |
| Лучший игровой фильм Награды вручал Вадим Юсов                                                                    | • Духless (продюсеры: Пётр Ануров, Фёдор Бондарчук и Дмитрий Рудовский; режиссёр: Роман Прыгунов)                                                               |
| Лучший игровой фильм Награды вручал Вадим Юсов                                                                    | • Орда (продюсеры: Сергей Кравец и Наталия Гостюшина; режиссёр: Андрей Прошкин)                                                                                 |
| Лучший игровой фильм Награды вручал Вадим Юсов                                                                    | • Шпион (продюсеры: Сергей Шумаков и Леонид Верещагин; режиссёр: Алексей Андрианов)                                                                             |
| Лучший телефильм или мини-сериал (до 10 серий включительно) Награды вручали Станислав Говорухин и Евгения Крюкова | • Белая гвардия |
| Лучший телефильм или мини-сериал (до 10 серий включительно) Награды вручали Станислав Говорухин и Евгения Крюкова | • Дело гастронома № 1 |
| Лучший телефильм или мини-сериал (до 10 серий включительно) Награды вручали Станислав Говорухин и Евгения Крюкова | • Охотники за бриллиантами |
| Лучший телевизионный сериал (более 10 серий) Награды вручали Станислав Говорухин и Евгения Крюкова                | • Жуков |
| Лучший телевизионный сериал (более 10 серий) Награды вручали Станислав Говорухин и Евгения Крюкова                | • Раскол |
| Лучший телевизионный сериал (более 10 серий) Награды вручали Станислав Говорухин и Евгения Крюкова                | • Фурцева. Легенда о Екатерине |
| Лучший неигровой фильм Награду вручала Анастасия Чернобровина                                                     | • Антон тут рядом |
| Лучший неигровой фильм Награду вручала Анастасия Чернобровина                                                     | • Зима, уходи! |
| Лучший неигровой фильм Награду вручала Анастасия Чернобровина                                                     | • Да здравствуют антиподы! |
| Лучший анимационный фильм Награду вручал Тимур Родригез                                                           | • Бах |
| Лучший анимационный фильм Награду вручал Тимур Родригез                                                           | • Заснеженный всадник |
| Лучший анимационный фильм Награду вручал Тимур Родригез                                                           | • Вне игры |
| Лучшая режиссёрская работа Награду вручал Владимир Хотиненко                                                      | • Андрей Прошкин — «Орда» |
| Лучшая режиссёрская работа Награду вручал Владимир Хотиненко                                                      | • Роман Прыгунов — «Духless» |
| Лучшая режиссёрская работа Награду вручал Владимир Хотиненко                                                      | • Карен Шахназаров — «Белый тигр» |
| Лучший сценарий Награду вручал Генрих Боровик                                                                     | • Юрий Арабов — «Орда» |
| Лучший сценарий Награду вручал Генрих Боровик                                                                     | • Карен Шахназаров и Александр Бородянский — «Белый тигр» |
| Лучший сценарий Награду вручал Генрих Боровик                                                                     | • Никита Высоцкий — «Высоцкий. Спасибо, что живой» |
| Лучшая мужская роль в кино Награду вручала Наталья Варлей                                                         | • Данила Козловский — «Духless» (за роль Макса) |
| Лучшая мужская роль в кино Награду вручала Наталья Варлей                                                         | • Фёдор Бондарчук — «Шпион» (за роль старшего майора Октябрьского)                                                                                              |
| Лучшая мужская роль в кино Награду вручала Наталья Варлей                                                         | • Максим Суханов — «Орда» (за роль митрополита Алексия) |
| Лучшая женская роль в кино Награду вручал Виктор Вержбицкий                                                       | • Анна Михалкова — «Любовь с акцентом» (за роль Хельги) |
| Лучшая женская роль в кино Награду вручал Виктор Вержбицкий                                                       | • Рената Литвинова — «Последняя сказка Риты» (за роль Тани) |
| Лучшая женская роль в кино Награду вручал Виктор Вержбицкий                                                       | • Роза Хайруллина — «Орда» (за роль Тайдулы) |
| Лучшая мужская роль второго плана Награду вручали Агриппина Стеклова и Владимир Большов                           | • Андрей Смоляков — «Высоцкий. Спасибо, что живой» (за роль полковника КГБ Виктора Бехтеева)                                                                    |
| Лучшая мужская роль второго плана Награду вручали Агриппина Стеклова и Владимир Большов                           | • Андрей Панин — «Орда» (за роль хана Тинибека) |
| Лучшая мужская роль второго плана Награду вручали Агриппина Стеклова и Владимир Большов                           | • Дмитрий Астрахан — «Высоцкий. Спасибо, что живой» (за роль Леонида Фридмана)                                                                                  |
| Лучшая женская роль второго плана Награду вручали Агриппина Стеклова и Владимир Большов                           | • Виктория Толстоганова — «Шпион» (за роль Ираиды Петракович)                                                                                                   |
| Лучшая женская роль второго плана Награду вручали Агриппина Стеклова и Владимир Большов                           | • Надежда Михалкова — «Любовь с акцентом» |
| Лучшая женская роль второго плана Награду вручали Агриппина Стеклова и Владимир Большов                           | • Татьяна Друбич — «Последняя сказка Риты» (за роль Нади) |
| Лучшая мужская роль на телевидении Награду вручали Александр Мохов и Татьяна Орлова                               | • Сергей Маковецкий — «Дело гастронома № 1» (за роль Георгия Беркутова)                                                                                         |
| Лучшая мужская роль на телевидении Награду вручали Александр Мохов и Татьяна Орлова                               | • Сергей Гармаш — «Белая гвардия» (за роль Козыря-Лешко) |
| Лучшая мужская роль на телевидении Награду вручали Александр Мохов и Татьяна Орлова                               | • Александр Балуев — «Жуков» (за роль Георгия Жукова) |
| Лучшая женская роль на телевидении Награду вручали Александр Домогаров и Татьяна Навка                            | • Ирина Розанова — «Фурцева. Легенда о Екатерине» (за роль Екатерины Фурцевой)                                                                                  |
| Лучшая женская роль на телевидении Награду вручали Александр Домогаров и Татьяна Навка                            | • Ксения Раппопорт — «Белая гвардия» (за роль Елены Турбиной-Тальберг)                                                                                          |
| Лучшая женская роль на телевидении Награду вручали Александр Домогаров и Татьяна Навка                            | • Елена Яковлева — «Жуков» (за роль Александры Диевны) |
| Лучшая операторская работа Награду вручали Алёна Бабенко и Илья Авербух                                           | • Юрий Райский — «Орда» |
| Лучшая операторская работа Награду вручали Алёна Бабенко и Илья Авербух                                           | • Фёдор Лясс — «Духless» |
| Лучшая операторская работа Награду вручали Алёна Бабенко и Илья Авербух                                           | • Денис Аларкон — «Шпион» |
| Лучшая работа художника-постановщика Награду вручала Алла Сурикова                                                | • Сергей Февралёв — «Орда» |
| Лучшая работа художника-постановщика Награду вручала Алла Сурикова                                                | • Виктор Петров — «Шпион» |
| Лучшая работа художника-постановщика Награду вручала Алла Сурикова                                                | • Сергей Февралёв и Ирина Очина — «Белый тигр» |
| Лучшая работа художника по костюмам Награду вручала Алла Сурикова                                                 | • Наталья Иванова — «Орда» |
| Лучшая работа художника по костюмам Награду вручала Алла Сурикова                                                 | • Дмитрий Андреев и Владимир Никифоров — «Белый тигр» |
| Лучшая работа художника по костюмам Награду вручала Алла Сурикова                                                 | • Екатерина Сычева — «Последняя сказка Риты» |
| Лучшая музыка к фильму Награду вручал Игорь Бутман                                                                | • Юрий Потеенко и Константин Шевелев — «Белый тигр» |
| Лучшая музыка к фильму Награду вручал Игорь Бутман                                                                | • Алексей Айги — «Орда» |
| Лучшая музыка к фильму Награду вручал Игорь Бутман                                                                | • Юрий Потеенко — «Шпион» |
| Лучший монтаж фильма Награду вручал Николай Лебедев                                                               | • Ирина Кожемякина — «Белый тигр» |
| Лучший монтаж фильма Награду вручал Николай Лебедев                                                               | • Николай Булыгин — «Духless» |
| Лучший монтаж фильма Награду вручал Николай Лебедев                                                               | • Наталья Кучеренко — «Орда» |
| Лучшая работа звукорежиссёра Награду вручал Игорь Бутман                                                          | • Гульсара Мукатаева — «Белый тигр» |
| Лучшая работа звукорежиссёра Награду вручал Игорь Бутман                                                          | • Максим Беловолов — «Орда» |
| Лучшая работа звукорежиссёра Награду вручал Игорь Бутман                                                          | • Александр Копейкин — «Шпион» |
| Лучший зарубежный фильм в российском прокате Награду вручала Виктория Толстоганова                                | • Артист / The Artist (Франция, Бельгия) |
| Лучший зарубежный фильм в российском прокате Награду вручала Виктория Толстоганова                                | • Тёмный рыцарь: Возрождение легенды / The Dark Knight Rises (США, Великобритания)                                                                              |
| Лучший зарубежный фильм в российском прокате Награду вручала Виктория Толстоганова                                | • Шпион, выйди вон! / Tinker Tailor Soldier Spy (Франция, Великобритания, Германия)                                                                             |

### Специальные награды
- Премия За выдающийся вклад в мировой кинематограф — Вадиму Юсову.
- Премия За вклад в российский кинематограф — Виктору Вексельбергу, поддерживающему фонд помощи ветеранам кино «Урга — территория любви».